# Nurlatsky (distrito)
Nurlatsky é um distrito do Tartaristão, uma das repúblicas da Rússia.